# إيرل بيرني
إيرل بيرني هو كاتب وشاعر كندي، ولد في 13 مايو 1904 في كالغاري في كندا، وتوفي في 3 سبتمبر 1995 في تورونتو في كندا.

## وصلات خارجية
- إيرل بيرني على موقع IMDb (الإنجليزية)
- إيرل بيرني على موقع الموسوعة البريطانية (الإنجليزية)
- إيرل بيرني على موقع ميوزك برينز (الإنجليزية)
- إيرل بيرني على موقع إن إن دي بي (الإنجليزية)
- إيرل بيرني على موقع ديسكوغز (الإنجليزية)
- إيرل بيرني على موقع قاعدة بيانات الفيلم (الإنجليزية)
- إيرل بيرني على موقع كينوبويسك (الروسية)